# Altstädter Markt (Hanau)

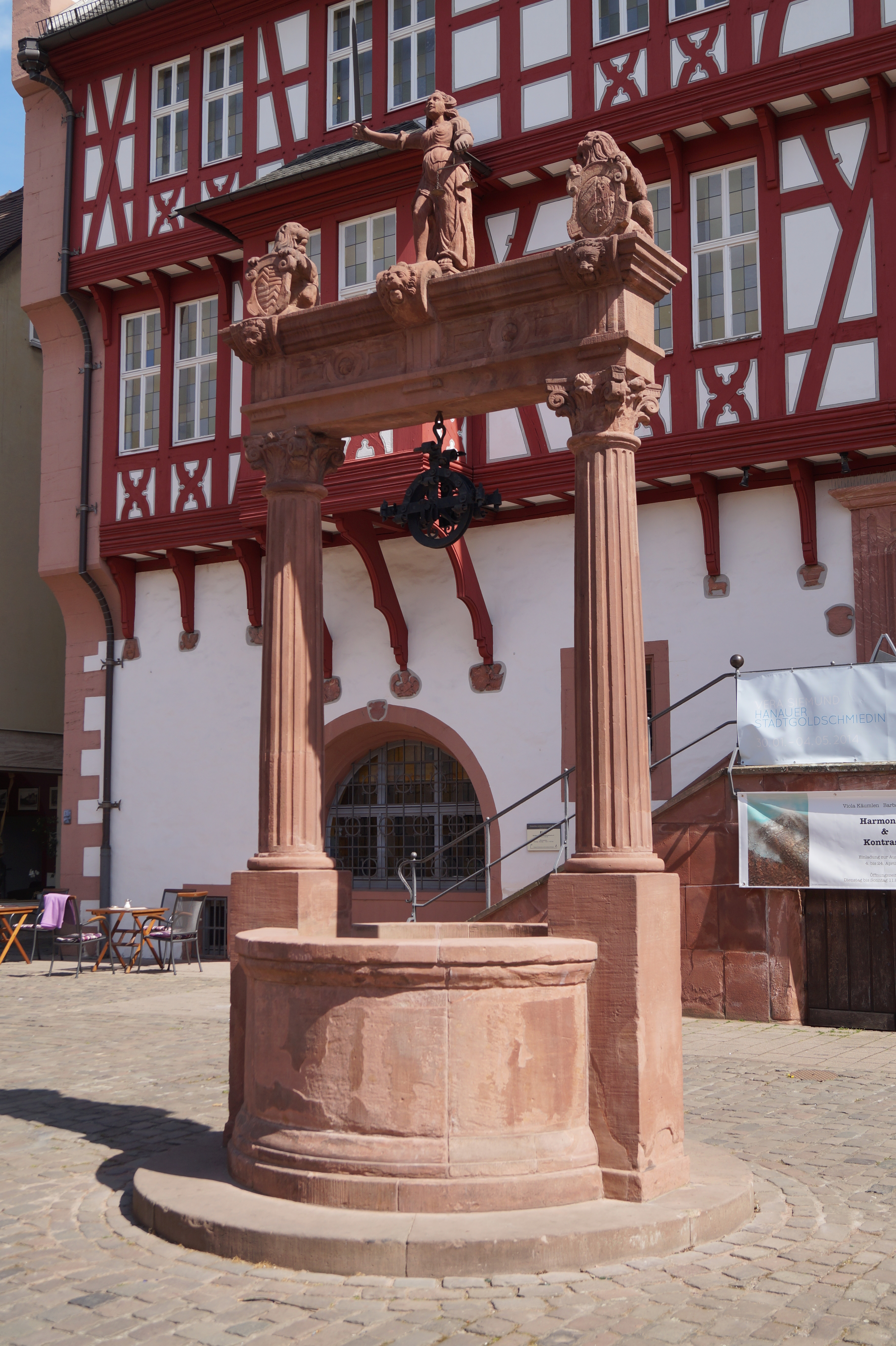
Gerechtigkeitsbrunnen

Der Altstädter Markt war das Zentrum der mittelalterlichen Hanauer Altstadt.

## Der Platz
Er war auch das verkehrliche Zentrum des mittelalterlichen Hanau. Dieses besaß nur zwei Stadttore, das Metzgertor und das Markttor. Über den Altstädter Markt führte die Nord-Süd-Verbindung von der Burg zum Markttor von wo die Fernstraße nach Osten, die Via Regia weiterführte, und der Nahverkehr zum Kinzdorf und an den Main stattfand. Die Ost-West-Verbindung von der Marienkirche zum Metzgertor, und später der Hospitalstraße und der Vorstadt, nach Kesselstadt und Frankfurt am Main führte ebenfalls über den Hanauer Markt.
Verglichen mit den engen, verwinkelten Gassen der Altstadt war der Altstädter Markt groß und weiträumig, umgeben von Fachwerkhäusern, von denen das Altstädter Rathaus (heute: Deutsches Goldschmiedehaus) das größte Bauwerk war. Hier fand der Wochenmarkt statt, der durch ein Stadtrechtsprivileg von König Albrecht I. vom 2. Februar 1303 geschützt wurde, immer noch besteht und heute auf dem Marktplatz der Neustadt Hanau stattfindet. Auch sonst war der Marktplatz der Altstadt der Mittelpunkt des öffentlichen Lebens: Am Altstädter Rathaus befand sich der Pranger und das offizielle Längenmaß für den Markt, die Hanauer Elle (54,38 cm).
Der Altstädter Markt ist heute der zweitnördlichste einer Reihe von Plätzen, die sich fast axial durch Alt- und Neustadt Hanau aneinanderreihen. Von Norden nach Süden sind das: Schlossplatz, Altstädter Markt, Freiheitsplatz, Neustädter Markt, Französische Allee und Hafenplatz.
Der Altstädter Markt ist denkmalrechtlich nach dem Hessischen Denkmalschutzgesetz Bestandteil der Gesamtanlage Altstadt mit Freiheitsplatz.

## Bauwerke

### Deutsches Goldschmiedehaus

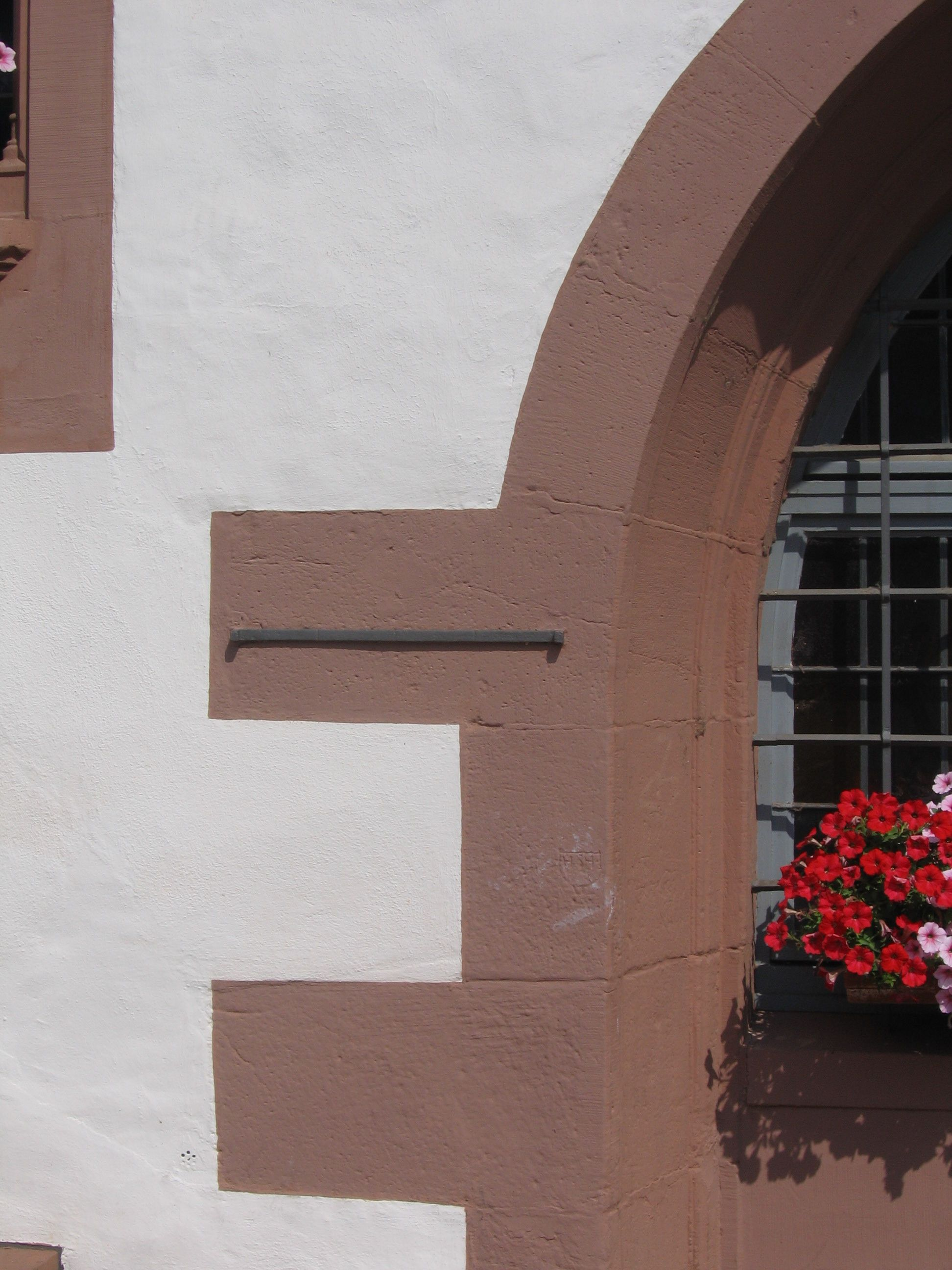
Hanauer Elle am Deutschen Goldschmiedehaus

Das Deutsche Goldschmiedehaus wurde als Fachwerkbau an der Längsseite des Altstädter Marktes zwischen zwei steinernen Giebelwänden und auf einem steinernen Sockelgeschoss errichtet. Es entstammt der Spätgotik und Frührenaissance und wird durch eine Bauinschrift auf das Jahr 1538 datiert. Nachdem im dritten Jahrzehnt des 19. Jahrhunderts die Stadtverwaltungen der Altstadt und der Neustadt Hanau zusammengelegt wurde, war das Gebäude als Rathaus überflüssig. Vom Ende des 19. Jahrhunderts bis zum Zweiten Weltkrieg diente es als Museum des Hanauer Geschichtsvereins. 1942 wurde das Deutsche Goldschmiedehaus gegründet und erhielt hier seinen Sitz. Bei den Luftangriffen auf Hanau 1945 brannte das Gebäude bis auf die Grundmauern und die beiden steinernen Giebelwände nieder. Das heute zu sehende Fachwerk ist so eine Rekonstruktion aus den Jahren 1955–1958. Heute werden hier Wechselausstellungen, insbesondere Präsentationen von Schmuck gezeigt.
Zu den Einzelheiten vergleiche: Deutsches Goldschmiedehaus.

### Gerechtigkeitsbrunnen
In der Platzmitte, in der zentralen Achse vor dem Deutschen Goldschmiedehaus steht der Gerechtigkeitsbrunnen, den Graf Philipp Ludwig II. von Hanau-Münzenberg im Jahr 1611 errichten ließ. Der heutige Brunnen ist eine Wiedererrichtung, da der Brunnen 1767 – wohl als Hindernis für paradierendes Militär – entfernt wurde. Der Brunnen wurde 2016 restauriert: Eine fehlende Hand der Justizia-Figur wurde ersetzt und sie erhielt ein neues Schwert und eine neue Waage.

### Ältestes Rathaus der Altstadt
Der funktionale Vorgänger des heutigen Deutschen Goldschmiedehauses als Rathaus der Altstadt Hanau aus dem 15. Jahrhundert, das Spielhaus, stand an der westlichen Seite des Marktplatzes (Am Altstädter Markt 1). Eine Gedenktafel an dem dort heute stehenden Haus erinnert daran. Von dem ursprünglichen mittelalterlichen Gebäude ist heute nichts mehr erhalten.

## Wissenswert
Im Hessischen Staatsarchiv Marburg wird ein Plan des Altstädter Marktes von 1731 aufbewahrt, der dessen komplette Randbebauung in damaliger Zeit zeigt.